# 日高浩耀
日高 浩耀（ひだか こうよう、1925年 - ）は西洋画家。台湾生まれ。立命館大学卒業後、現在の武蔵野美術大学に入学。 中学時代より塩月桃甫に師事し、画家としての修行を積んだ。日本表現派同人、同展奨励賞受賞。
作品「原爆忌」が広島平和祈念館に、「惨火」が大阪府平和祈念戦争資料室に永久保存されている。